# Listokaz japonský
Listokaz japonský (Popillia japonica) je druh brouka z čeledi vrubounovití. V domovském Japonsku není tento druh vzhledem k přítomnosti přirozených predátorů považován za škůdce, ale v Severní Americe a některých oblastech Evropy je významným škůdcem zhruba 300 druhů rostlin. Skeletováním listů či kompletní defoliací rostlin může způsobit závažné škody ve školkách a sadech. Dospělí brouci poškozují rostliny tím, že vyžírají listy (konzumují materiál mezi žilkami listů) a občas se živí také plody. Larvy se živí kořeny trav.
Listokaz japonský je zařazen na seznam karanténních škodlivých organismů, jejichž výskyt je třeba hlásit obecním úřadům nebo Ústřednímu kontrolnímu a zkušebnímu ústavu zemědělskému. K druhům ohroženým jeho působením patří ovocné stromy, bříza, lípa, vinná réva, chmel, růže a další.

## Popis
Dospělý listokaz měří 15 mm na délku a 10 mm na šířku, má měděně zbarvené krovky, zelený hrudník a hlavu. Samci jsou o něco menší než samice. Larva měří asi 2,5 cm.

## Rozšíření
Listokaz japonský pochází z Japonska, ale vyskytuje se také v Severní Americe a Evropě, kde jde o invazní druh.
První důkaz o výskytu tohoto hmyzu ve Spojených státech je doložen v roce 1916 ve státě New Jersey. Předpokládá se, že jeho larvy se do USA dostaly v zásilce cibulí kosatce před rokem 1912, kdy byly zahájeny kontroly importovaného zboží. První brouk nalezený v Kanadě byl neúmyslně přivezen turisty do Nového Skotska trajektem z Maine v roce 1939.
Na Azorách se tito brouci vyskytují od 70. let 20. století. První populace v kontinentální Evropě byla objevena v roce 2014 poblíž Milána v Itálii. V regionech Piemont a Lombardie napáchala významné škody na broskvoních a třešních. V roce 2017 byl škůdce zjištěn v nedalekém Ticinu ve Švýcarsku. V roce 2023 byla v Klotenu v kantonu Curych detekována první populace severně od Alp. V roce 2024 byl zjištěn v jižním Německu.
V České republice zatím nebyl jeho výskyt zaznamenán. Vzhledem k tomu, že se dá očekávat, ÚKZÚZ má pro tento případ vypracovaný pohotovostní plán.

## Životní cyklus
Vejce se nacházejí jednotlivě nebo v malých shlucích u povrchu půdy. Přibližně do dvou týdnů se vylíhnou vajíčka, poté se larvy živí kořínky a dalším organickým materiálem. Jak dospívají, stáčejí se do tvaru písmene C a konzumují hrubší kořeny. V této době mohou začít působit ekonomické škody.
Larvy hibernují v půdě a objevují se na jaře. Po 4–6 týdnech po přerušení hibernace se zakuklí. Většinu života stráví jako larva, pouze 30–45 dní jako dospělci.
Dospělí jedinci se živí listovým materiálem. Dospělá samice může za život naklást 40–60 vajíček.

## Hubení škůdců

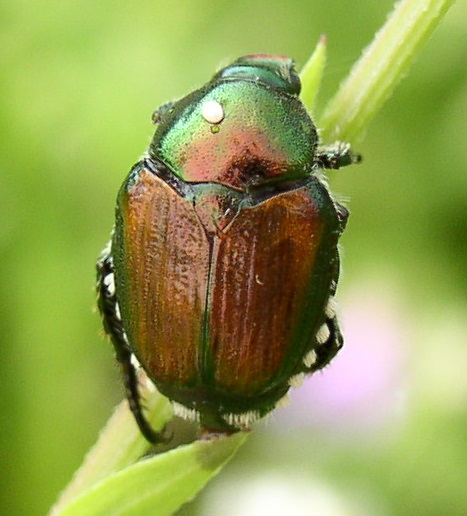
Vejce mouchy Istocheta aldrichi (bílá tečka) na listokazovi.

Během larválního stádia, kdy požírá kořeny trav, je tento druh náchylný ke smrtelnému onemocnění, které způsobuje bakterie Paenibacillus popilliae. Ministerstvo zemědělství USA vyvinulo prášek s touto bakterií, který funguje jako biologická ochrana. Aplikace je potřebná po dva až čtyři roky, než se dosáhne maximální ochrany proti přežití larev. Stejným způsobem se využívá Bacillus thuringiensis.
Za účelem biologické kontroly bylo do USA introdukováno několik hmyzích predátorů a parazitoidů. Patří k nim např. parazit dospělých brouků, moucha Istocheta aldrichi, a vosa Tiphia vernalis, parazit larev.
Larvy listokaze také ničí některé hlístice žijící v půdě, které vnikají do larev a množí se v jejich tělech.

## Hostitelské rostliny
Zatímco larvy tohoto druhu se živí kořeny mnoha rodů trav, dospělci konzumují listy mnohem širšího spektra hostitelů, včetně těchto běžných plodin: fazole, konopí, jahoda, rajče, paprika, hroznové víno, chmel, růže, třešeň, švestka, hruška, broskev, malina, ostružina, kukuřice, hrášek nebo borůvka.

## Galerie

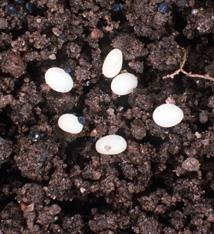
Typický shluk vajíček
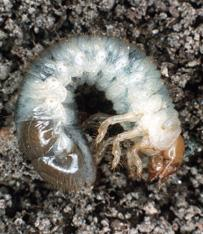
Larva
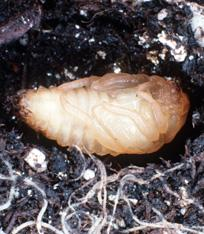
Kukla
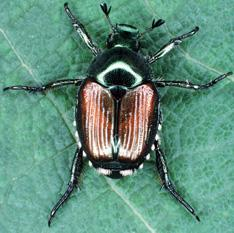
Dospělý brouk
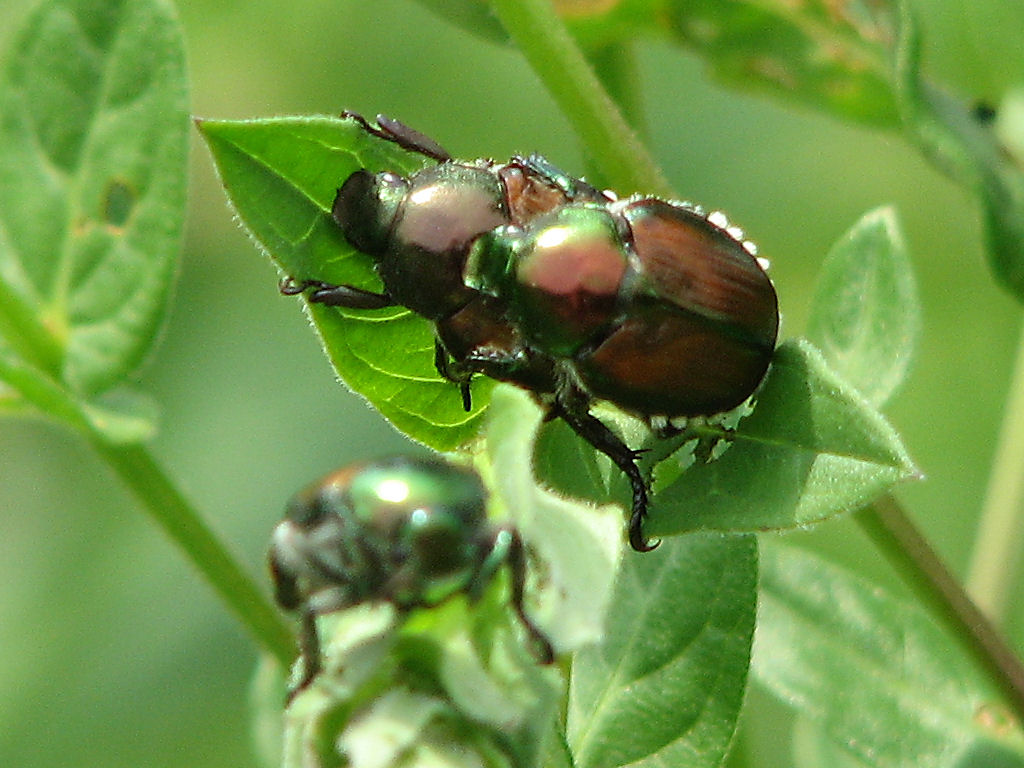
Páření, Ottawa, Ontario, Kanada
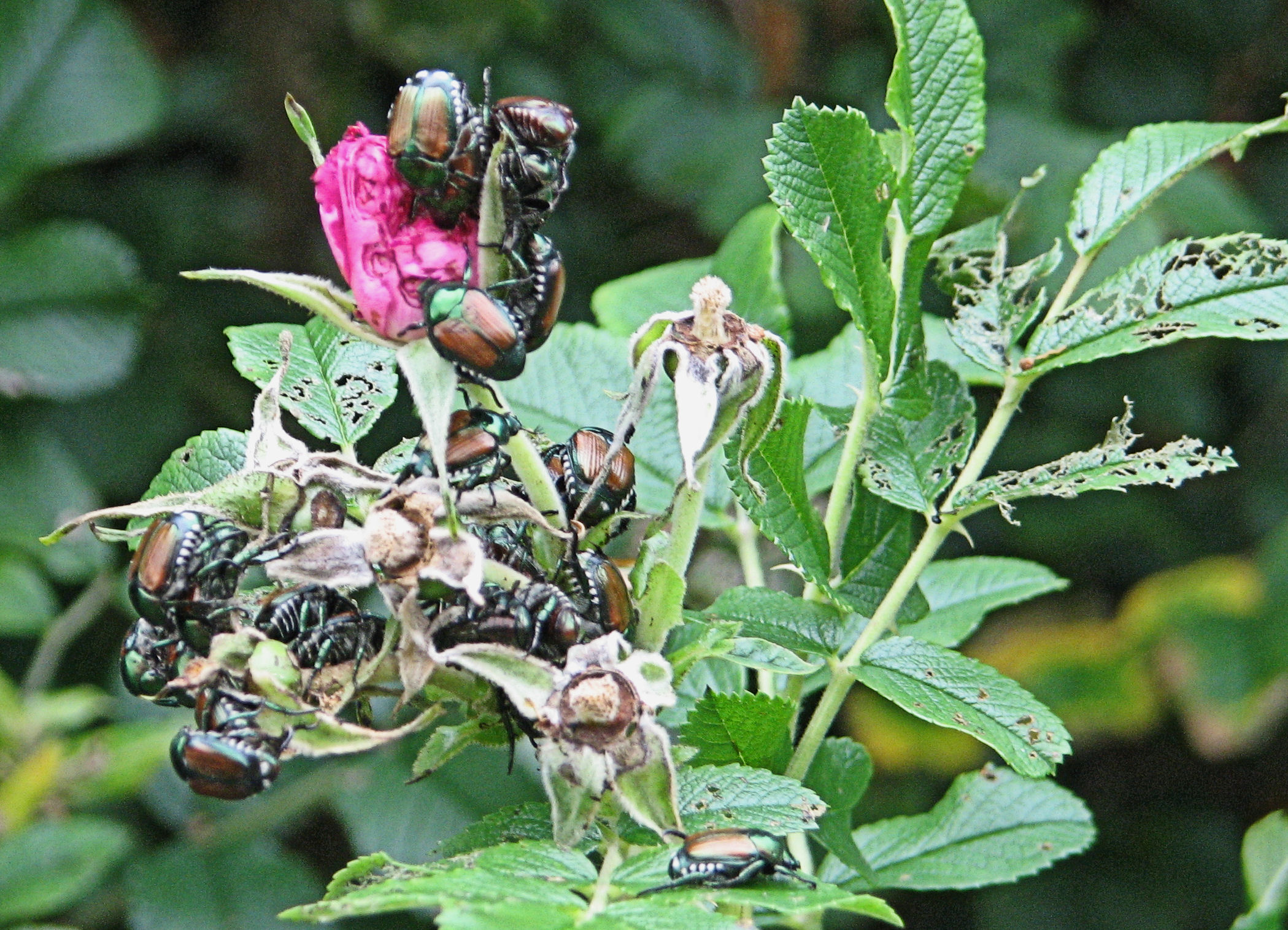
Rostlina obsypaná listokazy, Ottawa